# Station Valence-d'Agen
Station Valence-d'Agen is een spoorwegstation in de Franse gemeente Valence in het departement Tarn-et-Garonne. Het wordt bediend door treinen van het netwerk TER Occitanie op het traject Toulouse - Agen.